# Ньямашеке
Ньямашеке (руанда Akarere ka Nyamasheke, англ. Nyamasheke District, фр. District de Nyamasheke) — район в Западной провинции Руанды. Административный центр расположен в Кагано (Ньямашеке).

## Описание
Район Ньямашеке расположен в юго-западной части Западной провинции Руанды. На севере район ограничивает озеро Киву. На северо-западе Ньямашеке граничит с Демократической Республикой Конго. Соседними районами Западной провинции являются Каронги на западе и Русизи на юге, на востоке Ньямашеке граничит с районом Ньямагабе Южной провинции. 
Территория района составляет 1174 км². В 2012 году население Русизи составило 434 221 человек, плотность населения — 370 чел/км².
Часовой пояс — UTC+2:00.

## Административное деление
Район поделён на 15 секторов: Бушекери , Бушенге , Сиато , Гихомбо , Кагано , Канджонго , Карамби , Каренгера , Киримби , Макуба , Махембе , Ньябитекери , Рангиро , Ругарамбуга и Шанги . В районе 588 населенных пунктов. 